# 經濟部國際貿易署
經濟部國際貿易署（簡稱國貿署、貿易署），是中華民國經濟部所屬機關，是掌理中華民國國際貿易政策之研擬及進出口管理事項的主管機關。

## 沿革
- 1955年2月，行政院成立行政院外匯貿易審議委員會（外貿會），掌理進出口審查及外滙管理相關業務。
- 1968年12月31日，行政院外匯貿易審議委員會裁撤。
- 1969年1月1日，經濟部成立經濟部國際貿易局管理全國對外貿易，外滙業務改歸中央銀行。
- 1972年1月，經濟部駐外經濟商務單位業務改由經濟部國際貿易局督導。
- 2002年4月，經濟部國際貿易局五個業務組改按業務功能定名為多邊貿易組、雙邊貿易一組、雙邊貿易二組、貿易發展組、貿易服務組。
- 2023年5月16日，立法院三讀通過《經濟部國際貿易署組織法草案》。[1]6月7日，總統令制定公布《經濟部國際貿易署組織法》。[2]9月26日，國貿局整併經濟部國際合作處、經濟部貿易調查委員會業務而改組升格為「經濟部國際貿易署」。
- 2023年10月3日，經濟部設立經濟部貿易救濟審議會，幕僚作業由經濟部國際貿易署辦理。

## 歷任首長
| 任別                  | 姓名                  | 就職時間              | 卸任時間              |                       |                       |                       |                       |                       |                       |                       |                       |
| 經濟部國際貿易局 局長 | 經濟部國際貿易局 局長 | 經濟部國際貿易局 局長 | 經濟部國際貿易局 局長 | 經濟部國際貿易局 局長 | 經濟部國際貿易局 局長 | 經濟部國際貿易局 局長 | 經濟部國際貿易局 局長 | 經濟部國際貿易局 局長 | 經濟部國際貿易局 局長 | 經濟部國際貿易局 局長 | 經濟部國際貿易局 局長 |
| --------------------- | --------------------- | --------------------- | --------------------- | --------------------- | --------------------- | --------------------- | --------------------- | --------------------- | --------------------- | --------------------- | --------------------- |
| 1                     | 汪彝定                | 1969年1月1日          | 1977年9月17日         |                       |                       |                       |                       |                       |                       |                       |                       |
| 2                     | 邵學錕                | 1977年9月17日         | 1982年1月20日         |                       |                       |                       |                       |                       |                       |                       |                       |
| 3                     | 蕭萬長                | 1982年1月20日         | 1988年8月31日         |                       |                       |                       |                       |                       |                       |                       |                       |
| 4                     | 江丙坤                | 1988年8月31日         | 1989年8月14日         |                       |                       |                       |                       |                       |                       |                       |                       |
| 5                     | 許柯生                | 1989年8月14日         | 1993年3月24日         |                       |                       |                       |                       |                       |                       |                       |                       |
| 6                     | 黃演鈔                | 1993年3月24日         | 1995年1月6日          |                       |                       |                       |                       |                       |                       |                       |                       |
| 7                     | 林義夫                | 1995年1月6日          | 1997年9月30日         |                       |                       |                       |                       |                       |                       |                       |                       |
| 8                     | 陳瑞隆                | 1997年9月30日         | 2000年5月31日         |                       |                       |                       |                       |                       |                       |                       |                       |
| 9                     | 吳文雅                | 2000年5月31日         | 2002年11月4日         |                       |                       |                       |                       |                       |                       |                       |                       |
| 10                    | 黃志鵬                | 2002年11月4日         | 2010年10月6日         |                       |                       |                       |                       |                       |                       |                       |                       |
| 11                    | 卓士昭                | 2010年10月17日        | 2012年7月2日          |                       |                       |                       |                       |                       |                       |                       |                       |
| 12                    | 張俊福                | 2012年7月2日          | 2014年8月20日         |                       |                       |                       |                       |                       |                       |                       |                       |
| 13                    | 楊珍妮                | 2014年8月20日         | 2020年1月16日         |                       |                       |                       |                       |                       |                       |                       |                       |
| 14                    | 陳正祺                | 2020年3月13日         | 2020年8月2日          |                       |                       |                       |                       |                       |                       |                       |                       |
| 15                    | 江文若                | 2020年8月13日         | 2023年9月25日         |                       |                       |                       |                       |                       |                       |                       |                       |
| 經濟部國際貿易署 署長 |                       |                       |                       |                       |                       |                       |                       |                       |                       |                       |                       |
| 1                     | 江文若                | 2023年9月26日         | 2025年1月13日         |                       |                       |                       |                       |                       |                       |                       |                       |
| 2                     | 劉威亷                | 2025年1月13日         | 現任                  |                       |                       |                       |                       |                       |                       |                       |                       |

## 組織
- 署長一人，職務列簡任第十三職等
  - 副署長二人，職務列簡任第十二職等
    - 主任秘書，職務列簡任第十一職等

### 行政業務部門
行政單位
- 秘書室
- 人事室
- 政風室
- 主計室
- 資訊室

業務單位
- 綜合企劃組
- 多邊貿易組：負責WTO、APEC及OECD等相關國際經貿組織業務
- 雙邊貿易一組：負責亞洲、大洋洲地區國家以及東協雙邊經貿業務
- 雙邊貿易二組：負責歐洲、美洲、非洲地區國家以及歐盟雙邊經貿業務
- 貿易發展組
- 貿易管理組
- 高雄辦事處：
  - 貿易服務科
  - 貿易發展科

未建置單位
- 經濟部推廣貿易基金管理委員會
- 國會聯絡室
- 貿易安全管理辦公室
- 展館興建辦公室：負責台北南港展覽館1館、台北南港展覽館2館、高雄展覽館規劃興建相關業務。

### 駐外單位
| 亞太地區 - 駐新加坡代表處經濟組 - 駐日本代表處經濟組 - 駐大阪辦事處經濟組 - 駐香港辦事處經濟組 - 駐韓國代表處經濟組 - 駐菲律賓代表處經濟組 - 駐泰國代表處經濟組 - 駐馬來西亞代表處經濟組 - 駐印尼代表處經濟組 - 駐越南代表處經濟組 - 駐胡志明市辦事處經濟組 - 駐印度代表處經濟組 - 駐緬甸代表處經濟組 - 駐澳大利亞代表處經濟組 - 駐紐西蘭代表處經濟組 中東、非洲地區 - 駐史瓦帝尼大使館經濟參事處 - 駐沙烏地阿拉伯代表處經濟組 - 駐以色列代表處經濟組 - 駐南非代表處經濟組 - 駐奈及利亞代表處經濟組 | 歐洲地區 - 駐歐盟兼駐比利時代表處經濟組 - 駐法國代表處經濟組 - 駐英國代表處經濟組 - 駐德國代表處經濟組 - 駐法蘭克福辦事處經濟組 - 駐義大利代表處經濟組 - 駐米蘭辦事處經濟組 - 駐西班牙代表處經濟組 - 駐荷蘭代表處經濟組 - 駐丹麥代表處經濟組 - 駐瑞典代表處經濟組 - 駐捷克代表處經濟組 - 駐斯洛伐克代表處經濟組 - 駐俄羅斯代表處經濟組 - 駐奧地利代表處經濟組 - 駐匈牙利代表處經濟組 - 駐波蘭代表處經濟組 - 駐立陶宛代表處經濟組 - 駐芬蘭代表處經濟組 - 駐瑞士代表處經濟組 - 駐土耳其代表處經濟組 - 駐世界貿易組織代表團 | 美洲地區 - 駐瓜地馬拉大使館經濟參事處 - 駐巴拉圭大使館經濟參事處 - 駐美國代表處經濟組 - 駐美投資貿易服務處（紐約） - 駐洛杉磯辦事處經濟組 - 駐休士頓辦事處經濟組 - 駐芝加哥辦事處經濟組 - 駐亞特蘭大辦事處經濟組 - 駐舊金山辦事處經濟組 - 駐加拿大代表處經濟組 - 駐墨西哥代表處經濟組 - 駐阿根廷代表處經濟組 - 駐智利代表處經濟組 - 駐秘魯代表處經濟組 - 駐巴西代表處經濟組 - 駐聖保羅辦事處經濟組 - 駐哥倫比亞代表處經濟組 |

## 國際貿易
| - 世界貿易組織 - WTO法律諮詢中心 - 亞太經濟合作會議 - 經濟合作與發展組織 - 半導體國際組織 - 其他國際經貿組織 | - 全球區域經貿組織 - 北美自由貿易協定 - 美洲自由貿易區 - 南方共同市場 - 東南亞國家協會 - 歐洲聯盟 - 中東非洲主要區域經貿曁金融組織 - 中南美洲主要區域經貿曁金融組織 （页面存档备份，存于） |

## 外部連結
- 經濟部國際貿易署 （页面存档备份，存于）（繁體中文）（英文）
- 經濟部國際貿易署的Facebook專頁
- 經濟部國際貿易署在Flickr上的页面